# داليا عبد الله
داليا عبد الله مذيعة من أب سوداني و أم روسية. درست في موسكو، وتحصلت على بكالوريوس من جامعة يورك الكندية، حصلت بعدها على درجة الماجستير في اختصاص إدارة الأعمال الدولية من جامعة وستمنستر البريطانية، وكذلك على درجة الماجستير من كلية الإدارة في فرنسا. بدأت داليا العمل في قناة روسيا اليوم قبل الانتقال إلى قناة سكاي نيوز العربية.